# Binge (EP)
Binge (estilizado tudo maiúsculas) é o segundo EP do rapper americano Machine Gun Kelly. Foi lançado em 21 de setembro de 2018 pela Bad Boy Records e Interscope Records. O EP inclui o single "Rap Devil", uma Diss direcionada a Eminem.

## Recepção critica
| Críticas profissionais | Críticas profissionais |
| Avaliações da crítica  | Avaliações da crítica  |
| Fonte                  | Avaliação              |
| ---------------------- | ---------------------- |
| AllMusic               | [ 1 ]                  |
| HipHopDX               | [ 2 ]                  |
| NME                    | [ 3 ]                  |

Binge recebeu críticas geralmente negativas, com os críticos citando a falta de conteúdo lírico, som único e a dependência do artista em sua rivalidade com Eminem como razões para a baixa avaliação. Como resultado, o EP tem apenas uma estrela na loja do iTunes nos EUA.

## Desempenho comercial
Nos Estados Unidos, o EP estreou na 24ª posição na Billboard 200, com vendas na primeira semana de 21.519 cópias. Caiu para a 111ª posição na Billboard 200 em sua segunda semana, e saiu completamente em sua terceira semana.

## Faixas
- Créditos tirados do Tidal.[6]

| Binge          |                                  |                                                        |                            |         |  |
| N.º            | Título                           | Compositor(es)                                         | Produtor(es)               | Duração |  |
| 1.             | "Long Time Coming"               | Colson Baker Brandon Allen Stephen Basil Martez Little | SlimXX BazeXX              | 1:02    |  |
| 2.             | "Loco"                           | Baker Allen Basil                                      | SlimXX BazeXX              | 2:37    |  |
| 3.             | "GTS"                            | Baker Allen Basil                                      | SlimXX BazeXX Stefan Gordy | 2:22    |  |
| 4.             | "Rap Devil"                      | Baker Ronald Spence, Jr.                               | Ronny J Nils               | 4:41    |  |
| 5.             | "Nylon"                          | Baker Allen Basil Earl Johnson                         | JP Did This 1 BazeXX       | 1:48    |  |
| 6.             | "Lately" (participação de 24hrs) | Baker Spence, Jr. Allen                                | Ronny J SlimXX             | 3:15    |  |
| 7.             | "Signs"                          | Baker Chauncey Hollis, Jr. Robert Davis III            | Hit-Boy                    | 2:46    |  |
| 8.             | "Get the Broom"                  | Baker Carlton Mays, Jr. Stefan Gordy                   | C.N.O.T.E. Negro Noodle    | 2:32    |  |
| 9.             | "Live Fast Die Young"            | Baker Allen Basil                                      | SlimXX BazeXX              | 3:14    |  |
| Duração total: | Duração total:                   | Duração total:                                         | Duração total:             | 24:28   |  |

Notas
- Todos os títulos das faixas são estilizados com tudo em maiúsculas.

## Paradas musicais
| Parada (2018)                           | Posição máxima |
| --------------------------------------- | -------------- |
| Australian Albums (ARIA)                | 62             |
| Bélgica (Ultratop Flandres)             | 98             |
| Canadá (Billboard)                      | 17             |
| Países Baixos (Dutch Charts)            | 117            |
| Finlândia (Suomen virallinen lista)     | 47             |
| Nova Zelândia (RMNZ)                    | 39             |
| Estados Unidos (Billboard 200)          | 24             |
| Estados Unidos (Top R&B/Hip Hop Albums) | 16             |